# 煎餅冰

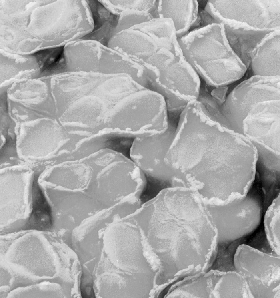
煎餅冰

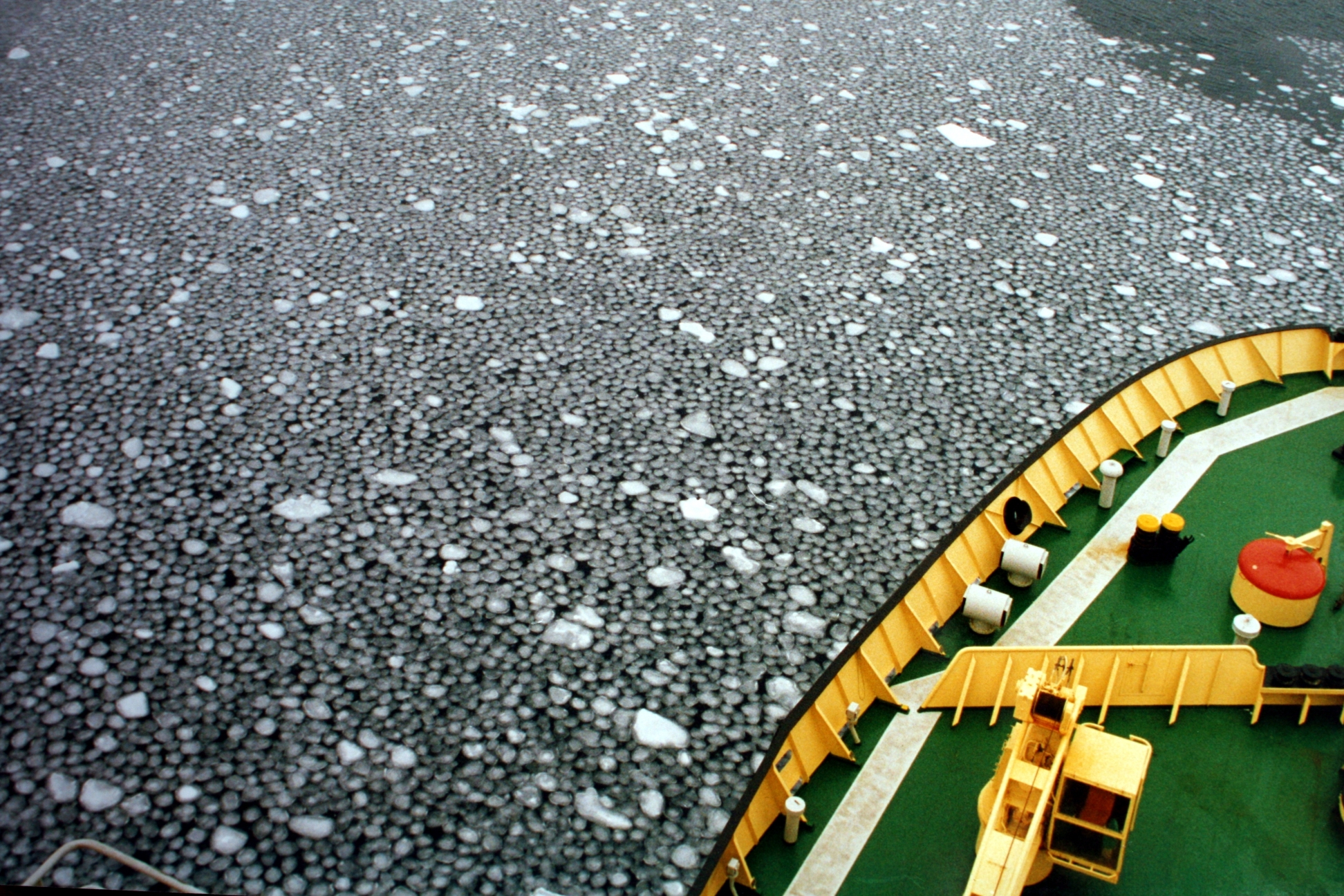
罗斯海的煎餅冰

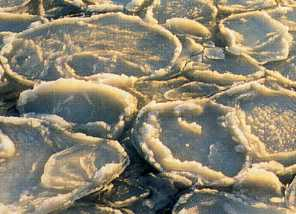
波羅的海西部的煎餅冰

煎餅冰是一种圓盤狀的冰，且根據形成地的條件，直徑可由0.3公尺到3公尺不等，而厚度一般約10公分。 煎餅冰外圍有時會形成一圈略微高起的環。這種環一般是由煎餅冰互相碰撞時，堆積的碎冰和推擠的壓力而形成；而这些環也是碎冰變成煎餅冰的第一个明顯跡象。
煎餅冰被認為是當上游河水快速流下，沖刷形成的浮沫在河面角落堆積，又遇上嚴寒天氣急凍，最終導致一夜結冰所形成。大致來說，煎餅冰在寒冷地區的河流和海洋中都有可能出現。